# Clareville Grove Demos
Clareville Grove Demos è un boxset del cantautore britannico David Bowie, pubblicato nel 2019 e costituito da tre 7", per un totale di sei tracce.

## Tracce
Tutte le tracce sono state scritte da David Bowie, eccetto dove indicato.
1. Space Oddity – 5:12
2. Lover to the Dawn – 3:48
3. Ching-a-Ling – 2:59
4. An Occasional Dream – 2:49
5. Let Me Sleep Beside You – 2:59
6. Life Is a Circus – 4:45 (Roger Bunn)